# José Ubiratan Lopes

Bischofswappen von José Ubiratan Lopes

José Ubiratan Lopes OFMCap (* 7. September 1947 in Itambacuri) ist ein brasilianischer Ordensgeistlicher und emeritierter römisch-katholischer Bischof von Itaguaí.

## Leben
José Ubiratan Lopes trat der Ordensgemeinschaft der Kapuziner bei und empfing am 28. Dezember 1975 die Priesterweihe.
Papst Johannes Paul II. ernannte ihn am 17. November 1999 zum Bischof von Itaguaí. Die Bischofsweihe spendete ihm der Erzbischof von São Sebastião do Rio de Janeiro, Eugênio Kardinal de Araújo Sales, am 20. Februar des nächsten Jahres; Mitkonsekratoren waren Antônio Eliseu Zuqueto OFMCap, Bischof von Teixeira de Freitas-Caravelas, und José Carlos de Lima Vaz SJ, Bischof von Petrópolis. Als Wahlspruch wählte er DEUS É AMOR („GOTT IST LIEBE“).
Am 19. April 2023 nahm Papst Franziskus das von José Ubiratan Lopes aus Altersgründen vorgebrachte Rücktrittsgesuch an.